# Shakiro
Cet article possède un paronyme, voir Shakira.
Shakiro est une femme trans camerounaise devenue célèbre sur les réseaux sociaux dans son pays d'origine où elle condamnée par la justice pour « homosexualité ». Persécutée au Cameroun, elle fuit au Nigéria et finit par obtenir un statut de réfugiée en Belgique en 2023. Elle est représentative des luttes pour les droits LGBT au Cameroun.

## Biographie

### Engagements LGBT sur les réseaux sociaux
Shakiro a des origines Bafang à l'ouest du Cameroun. Elle devient une figure LGBT au Cameroun sur les réseaux sociaux camerounais après avoir fait un coming out sur son orientation sexuelle. Elle subit à la suite de cela de violentes agressions à Douala et est contrainte de se rétracter en 2020.

### Arrestation et exil
En 2021, elle est mise en prison pour sa transidentité, qualifiée par les autorités et les médias locaux d'homosexualité, illégale au Cameroun.
Elle est condamnée le 11 mai 2021 à cinq années de prison et 200 000 francs CFA d'amende pour avoir tenté d'initier des rapports considérés comme homosexuels par la justice camerounaise. Alice Nkom se constitue avocate pour défendre sa cause,.
Elle est ensuite remise en liberté provisoire par un juge le 16 juillet 2021,. Le 10 août 2021 elle est attaquée avec une autre femme trans à Douala et doit s'exiler au Nigéria.
En 2022, Shakiro diffuse une vidéo de supposés homosexuels et bisexuels parmi les célébrités au Cameroun,,.
En 2023, elle obtient un visa de réfugiée en Belgique après un exil au Nigéria,.